# Аббасова, Хураман Зейнал кызы
Хураман Зейнал кызы Аббасова (азерб. Xuraman Zeynal qızı Abbasova; 31 декабря 1927, Исмаилбейли — 26 января 1998, Баку) — советский азербайджанский организатор сельского хозяйства, Герой Социалистического Труда (1981).

## Биография
Родилась 31 декабря 1927 года в селе Исмаилбейли Азербайджанской ССР (ныне в Агдамском районе).
Окончила Азербайджанский сельскохозяйственный институт (1947).
С 1940 года — учётчица, счетовод, главный бухгалтер, председатель колхоза имени Байрамова, главный агроном Агдамского районного сельхозуправления. В 1969—1988 годах — председатель колхоза имени Ленина Агдамского района. С 1988 года по 1991 год — председатель исполкома Агдамского районного Совета народных депутатов. Коллектив колхоза имени Ленина под руководством Хураман Аббасовой достиг высоких результатов в выполнении планов десятой пятилетки. За время правления Аббасовой в колхозе были построены дом культуры и клуб.
Указом Президиума Верховного Совета СССР от 23 февраля 1981 года за выдающиеся успехи, достигнутые в выполнении планов и социалистических обязательств 1980 года и десятой пятилетки по увеличению производства и продажи государству зерна, хлопка, винограда и других продуктов земледелия и животноводства Аббасовой Хураман Зейнал кызы присвоено звание Героя Социалистического Труда со вручением ордена Ленина и золотой медали «Серп и Молот».
Активно участвовала в общественной жизни Азербайджана и Советского Союза. Член КПСС с 1947 года. Депутат Верховного Совета Азербайджанской ССР 10-го и 11-го созывов, народный депутат СССР (1989—1991). Делегат XIX всесоюзной конференции КПСС и 4-го Всесоюзного съезда колхозников. Широкую известность принес Х. Аббасовой её мужественный поступок в самом начале карабахского конфликта. В конце февраля 1988 г., когда после объявления независимости НКАО начались стычки между армянской и азербайджанской общинами Карабаха, во время одного из таких столкновений Х. Абабсова не побоялась стать между разъяренными толпами армян и азербайджанцев на дороге между Агдамом и Аскераном и бросила платок между конфликтующими (на Кавказе брошенный платок- призыв женщины к мужчинам остановиться, после чего кровопролитие по обычаю не допускалось), что позволило в этот раз предотвратить кровопролитие. Действия Х. Аббасовой вызвали широкий резонанс и восхищение многих современников, включая известного советского поэта Е.Евтушенко.
Скончалась 26 января 1998 года в городе Баку.
Хураман Аббасовой посвящён двухсерийный документальный фильм режиссера Васифа Бабаева «Хураман» и «Хураман 10 лет спустя» студии «Азербайджантелефильм» и стихотворение Евгения Евтушенко «Платок».